# Nicholas Edward Brown
Nicholas Edward Brown (Redhill, Surrey, 11. srpnja 1849. - Kew Gardens, London, 25. studenoga 1934.) je bio engleski biljni taksonomist i autoritet za područje sukulenata. Bio je znanstveni autoritet za nekoliko biljnih porodica, među ostalima za Asclepiadaceae, Aizoaceae, Labiatae i kaapske biljke.

## Znanstveni životopis
Prvo je radio kao asistent u Herbariumu Kraljevskim botaničkim vrtovima u Kewu. Počeo je 1873. godine. Bio je pomoćnikom čuvatelj ("assistant keeper") od 1909. do 1914. godine. 1931. godine je objavio crteže biljaka sukulenata uz potanke bilješke. To je napravio u svezi sa svojom revizijom roda Mesembryanthemum.
Bio je autorom važnih radova o biljnoj taksonomiji, a posebice sukulenata. Otto Kuntze je imenovao jedan biljni rod iz porodice Araceae u čast Brownu - Nebrownia.
Južnoafričko biološko društvo mu je dodijelilo spomen-odličje kapetana Scotta, kao priznanje za njegov rad o južnoafričkoj flori. Godine 1932. je postao počasnim doktorom sveučilišta u Witwatersrandu. Djela su mu izašla u biltenu Kew Bull. i u časopisu Flora Capensis. Oženio je kćer botaničara Thomasa Coopera (1815. – 1913.), koji je također radio u kewskim botaničkim vrtovima.
Kad se citira Brownov doprinos botaničkom imenu, rabi se kratica N.E.Br.